# Tiempo de respuesta (tecnología)

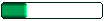
sistema o unidad funcional reaccionar ante una entrada dada. En informática, este tiempo es la suma del tiempo de servicio

En tecnología, tiempo de respuesta es el tiempo que le lleva a un sistema o la unidad funcional reaccionar a una entrada (input) dada.

## Informática
El tiempo de respuesta es la cantidad total de tiempo que se tarda en responder a una solicitud de servicio. Ese servicio puede ser cualquier cosa, desde una recuperación de memoria hasta una E/S de disco, una consulta de base de datos compleja o la carga de una página web completa. Ignorando el tiempo de transmisión por un momento, el tiempo de respuesta es la suma del tiempo de servicio y el tiempo de espera. El tiempo de servicio es el tiempo que tarda en realizar el trabajo solicitado. Para una solicitud determinada, el tiempo de servicio varía poco a medida que aumenta la carga de trabajo; para hacer X cantidad de trabajo siempre se necesita X cantidad de tiempo. El tiempo de espera es la cantidad de tiempo que la solicitud tuvo que esperar en una cola antes de ser atendida y varía desde cero, cuando no hay espera alguna, hasta un gran múltiplo del tiempo de servicio, ya que muchas solicitudes ya están en la cola y deben ser atendidas primero.
Con matemática básica de teoría de colas, se puede calcular cómo aumenta el tiempo de espera promedio a medida que el dispositivo que proporciona el servicio pasa del 0 al 100% de ocupación. A medida que el dispositivo va estando más ocupado, el tiempo medio de espera aumenta de forma no lineal. Cuanto más ocupado esté el dispositivo, más dramático parecerá el aumento del tiempo de respuesta a medida que se acerque al 100% de ocupación; todo ese aumento se debe a los aumentos en el tiempo de espera, que es el resultado de todas las solicitudes en cola que deben ser ejecutadas primero.
El tiempo de transmisión se suma al tiempo de respuesta cuando la solicitud y la respuesta resultante tienen que viajar a través de una red y la suma puede ser muy significativa.  El tiempo de transmisión puede incluir retrasos de propagación debido a la distancia (la velocidad de la luz es finita), demoras debido a errores de transmisión y límites de ancho de banda de comunicación de datos (especialmente en la última milla) que ralentizan la velocidad de transmisión de la petición o la respuesta.

## Sistemas de tiempo real
En sistemas de tiempo real, el tiempo de respuesta de una tarea o el hilo está definido como el tiempo elapsed entre el despacho (tiempo cuándo la tarea está a punto para ejecutar) al tiempo cuándo  acaba su trabajo (un despacho). 
En los sistemas de tiempo real, el tiempo de respuesta de una tarea o subproceso se define como el tiempo transcurrido entre el envío (momento en el que la tarea está lista para ejecutarse) y el momento en que finaliza su trabajo (en el que se despacha). El tiempo de respuesta es diferente del <b>tiempo de ejecución de caso peor o <i>worst-case execution time</i></b> <i>(<b>WCET</b>)</i>, que es el tiempo máximo que tomaría la tarea si se ejecutara sin interferencias. También es diferente de la fecha límite, que es el período de tiempo durante el cual el resultado de la tarea sería válido en el contexto de un  sistema específico. Y tiene una relación con el Tiempo hasta el primer byte o time to first byte (TTFB), que es el tiempo entre el envío y el momento en que empieza la respuesta.

## Tecnologías de pantalla
El tiempo de respuesta, en lo referente a tecnologías de muestreo de imágenes, es la cantidad de tiempo que tarda un píxel en una pantalla en cambiar. Se mide en milisegundos (ms). Los números más bajos significan transiciones más rápidas y, por lo tanto, menos artefactos de imagen visibles. Los monitores de pantalla con tiempos de respuesta prolongados crearían desenfoque de movimiento en la pantalla  (en inglés, display motion blur) alrededor de los objetos en movimiento, lo que los haría inaceptables para imágenes en movimiento rápido. Los tiempos de respuesta generalmente se miden a partir de transiciones de gris a gris, según un estándar de la industria VESA desde los puntos del 10% al 90% en la curva de respuesta de píxelesl.